# Charles Dumont de Sainte-Croix
Charles Henri Frédéric Dumont de Sainte-Croix (Oisemont, 1758. április 27. – Párizs, 1830. január 8.) francia ügyvéd, zoológus és ornitológus. Zoológiai szakmunkákban nevének rövidítése: „Dumont”.

## Élete és munkássága
Charles Dumont de Sainte-Croix valójában ügyvéd volt, de érdekelte őt a madárvilág is. Amatőr szinten ornitológusként is tevékenykedett. 1817 - 1818 között, több, Jean Baptiste Leschenault de la Tour által felfedezett, jávai madarat írt le. Dumont madártani írásait, 1816 - 1830 között, kinyomtatták a „Dictionnaire des sciences naturelles” című tudományos folyóiratban. A kiadó F. G. Levrault volt.
Dumont de Sainte-Croix lánya, Clémence, feleségül ment René Primevère Lessonhoz, aki francia sebész és híres természettudós volt.
Dumont öccsét, André Dumont-ot, a francia forradalom idején megválasztották a Nemzeti Konvent tagjának.

## Charles Dumont de Sainte-Croix által alkotott és/vagy megnevezett taxonok
Az alábbi linkben megnézhető Charles Dumont de Sainte-Croix taxonjainak egy része.

## Fordítás
- Ez a szócikk részben vagy egészben  a   Charles Dumont de Sainte-Croix című angol Wikipédia-szócikk ezen változatának fordításán alapul.  Az eredeti cikk szerkesztőit annak laptörténete sorolja fel. Ez a jelzés csupán a megfogalmazás eredetét és a szerzői jogokat jelzi, nem szolgál a cikkben szereplő információk forrásmegjelöléseként.